# غزال أحمر الجبهة
غزال أحمر الجبهة (الاسم العلمي: Eudorcas rufifrons) نوع من الغزلان ينتشر على نطاق واسع ولكن بشكل غير متساو من السنغال إلى شمال شرق إثيوبيا. يفضل الأراضي العشبية القاحلة، السافانا المشجرة والسهوب ذات الشجيرات.

## اقرأ كذلك
- قائمة مزدوجات الأصابع حسب العدد
- قائمة الثدييات في السودان